# نوخانیک
نوخانیک یک روستا در ایران است که در دهستان رقه واقع شده‌است. نوخانیک ۴۴ نفر جمعیت دارد.